# Dakota Allen
Dakota Devon Allen (* 2. November 1995 in Dallas, Texas) ist ein ehemaliger US-amerikanischer American-Football-Spieler auf der Position des Linebackers. Er spielte während seiner Profizeit in der National Football League (NFL) für die Oakland Raiders, Jacksonville Jaguars und Denver Broncos.

## Frühe Jahre
Allen wurde in Dallas geboren und wuchs in Humble, Texas, auf. Er besuchte die Summer Creek High School und war Teil der Footballmannschaft der Schule. Dort konnte er in seinem letzten Jahr 112 Tackles sowie drei Interceptions verzeichnen. Für seine Leistung wurde er zum Defensive MVP des 19-4A Distrikts gewählt. Er galt als einer der besten Linebacker seines Jahrgangs. Daneben war er auch in der Wrestlingmannschaft der Schule aktiv und galt dort ebenfalls als einer der besten Sportler seines Jahrgangs. Nach seinem Highschoolabschluss erhielt er ein Stipendium der Texas Tech University aus Lubbock, Texas, für die er ebenfalls in der Footballmannschaft aktiv war. In seinem ersten Jahr an der Universität wurde er jedoch geredshirted und kam nicht zum Einsatz. In seinem zweiten Jahr wurde er jedoch Teil der Footballmannschaft in der Defense und in den Special Teams. Er kam in 11 Spielen zum Einsatz und verzeichnete dabei 87 Tackles sowie 2 Interceptions. Nach der Saison wurde er jedoch im Zuge eines Einbruchdiebstahls, bei dem er mit zwei Teamkollegen in ein Einfamilienhaus einbrach und zwei Kameras, einen Fernseher sowie einen Safe entwendete, von der Polizei festgenommen und im Zuge dessen der Schule verwiesen. Die Ermittlungen wurden später jedoch eingestellt.
Nach seinem Verweis wechselte Allen ans East Mississippi Community College in Scooba, Mississippi, um dort für die Footballmannschaft in der NJCAA zu spielen. Dort konnte er 117 Tackles, 2 Sacks und eine Interception verzeichnen. Während der Saison wurde die Footballmannschaft von der Netflix-Dokumentationsserie Last Chance U begleitet, im Zuge dessen Allen Bekanntheit erlangte. Nach der Saison wechselte er zurück an die Texas Tech University. Dort hatte er im folgenden Jahr seinen Durchbruch als Footballspieler. Insgesamt kam er in den beiden folgenden Jahren am College in 23 Spielen zum Einsatz und konnte dabei 162 Tackles sowie zwei Sacks, zwei Interceptions und einen Touchdown verzeichnen. Aufgrund seiner starken Leistungen wurde er 2017 ins Second-Team All-Big 12 und 2018 ins First-Team All-Big 12 berufen.

## NFL

### Los Angeles Rams (1. Mal)
Beim NFL Draft 2019 wurde Allen in der 7. Runde an 251. Stelle von den Los Angeles Rams ausgewählt. Dort unterschrieb er einen Vierjahres-Rookie-Vertrag und nahm an der Saisonvorbereitung teil. Am 31. August 2019 wurde er jedoch gewaived, tags darauf erhielt er einen Vertrag im Practice Squad der Rams.

### Oakland Raiders
Am 24. September 2019 unterschrieb er einen Vertrag bei den Oakland Raiders. Für die Raiders gab er am 5. Spieltag der Saison 2019 sein NFL-Debüt, als er beim 24:21-Sieg gegen die Chicago Bears in den Special Teams zum Einsatz kam. Beim nächsten Spiel, einer 24:42-Niederlage gegen die Green Bay Packers, kam er ebenfalls in den Special Teams zum Einsatz, am 30. Oktober 2019 wurde er jedoch von den Raiders gewaived.

### Los Angeles Rams (2. Mal)
Daraufhin unterschrieb Allen am 4. November 2019 erneut einen Vertrag im Practice Squad der Los Angeles Rams.

### Jacksonville Jaguars
Am 10. Dezember 2019 unterschrieb er einen Vertrag bei den Jacksonville Jaguars. Für sein neues Team gab er am 15. Dezember 2019 beim 20:16-Sieg ausgerechnet gegen die Oakland Raiders sein Debüt, ebenfalls in den Special Teams. Er kam für die Jaguars noch in den zwei letzten Saisonspielen zum Einsatz. So beendete er sein Rookie-Jahr mit insgesamt 5 Einsätzen für zwei verschiedene Teams. Auch zu Beginn der Saison 2020 kam er zumeist in den Special Teams der Jaguars zum Einsatz. Am 3. Spieltag konnte er bei der 13:31-Niederlage gegen die Miami Dolphins schließlich seinen ersten Tackle in der NFL verzeichnen. Daraufhin wurde er am 4. Spieltag bei der 25:33-Niederlage gegen die Cincinnati Bengals erstmals auch in der Defense eingesetzt und konnte insgesamt 6 Tackles verzeichnen. Am 5. Spieltag stand er bei der 14:30-Niederlage gegen die Houston Texans erstmals in der Startformation der Jaguars und konnte mit 7 Tackles seinen Karrierehöchstwert erzielen. Auch bei der 29:39-Niederlage gegen die Los Angeles Chargers am 7. Spieltag stand er in der Startformation. Gegen Ende der Saison wurde er jedoch wieder zumeist in den Special Teams eingesetzt. In der Saison 2021 wurde er ebenfalls zumeist nur in den Special Teams eingesetzt. Einzigst beim 23:20-Sieg gegen die Miami Dolphins am 6. Spieltag stand er in der Defense in der Startformation und konnte in dem Spiel drei Tackles verzeichnen. Daneben konnte er seinen ersten Fumble von Myles Gaskin erzwingen. Nach der Saison wurde Allen ein Exclusive-Rights Free Agent.

### Cleveland Browns
Am 21. Juni 2022 nahmen die Cleveland Browns Allen unter Vertrag. Er kam in vier Spielen für die Browns in den Special Teams zum Einsatz und konnte dabei zwei Tackles verzeichnen. Am 18. Oktober 2022 wurde er von den Browns gewaived.

### Denver Broncos
Am 21. November 2022 nahmen die Denver Broncos Allen in ihren aktiven Kader auf. Bei den Broncos kam er in zwei Spielen in den Special Teams zum Einsatz, ehe er sich am Oberschenkel verletzte und auf die Injured Reserve List gesetzt wurde. Nach Saisonende wurde er erneut ein Free Agent.

## Karrierestatistiken
| Legende | Legende             |
| ------- | ------------------- |
| Fett    | Karrierehöchstwerte |

| Saison                             | Team             | Spiele | Spiele  | Tackles | Tackles | Tackles | Tackles | Tackles | Interceptions | Interceptions | Interceptions | Interceptions | Interceptions | Interceptions | Fumbles | Fumbles | Fumbles |
| Saison                             | Team             | Gesamt | Starter | Gesamt  | Solo    | Assist  | Sack    | Safety  | PD            | Int           | Yards         | Avg           | Lang          | TD            | FF      | FR      | TD      |
| ---------------------------------- | ---------------- | ------ | ------- | ------- | ------- | ------- | ------- | ------- | ------------- | ------------- | ------------- | ------------- | ------------- | ------------- | ------- | ------- | ------- |
| 2019                               | Raiders          | 2      | 0       | 0       | 0       | 0       | 0,0     | 0       | 0             | 0             | 0             | 0,0           | 0             | 0             | 0       | 0       | 0       |
| 2019                               | Jaguars          | 3      | 0       | 1       | 1       | 0       | 0,0     | 0       | 0             | 0             | 0             | 0,0           | 0             | 0             | 0       | 0       | 0       |
| 2020                               | Jaguars          | 13     | 2       | 18      | 12      | 6       | 0,0     | 0       | 0             | 0             | 0             | 0,0           | 0             | 0             | 0       | 0       | 0       |
| 2021                               | Jaguars          | 14     | 1       | 9       | 4       | 5       | 0,0     | 0       | 0             | 0             | 0             | 0,0           | 0             | 0             | 1       | 0       | 0       |
| 2022                               | Browns           | 4      | 0       | 2       | 2       | 0       | 0,0     | 0       | 0             | 0             | 0             | 0,0           | 0             | 0             | 0       | 0       | 0       |
| 2022                               | Broncos          | 2      | 0       | 0       | 0       | 0       | 0,0     | 0       | 0             | 0             | 0             | 0,0           | 0             | 0             | 0       | 0       | 0       |
| Gesamte Karriere                   | Gesamte Karriere | 38     | 3       | 30      | 19      | 11      | 0,0     | 0       | 0             | 0             | 0             | 0,0           | 0             | 0             | 1       | 0       | 0       |
| Quelle: pro-football-reference.com |                  |        |         |         |         |         |         |         |               |               |               |               |               |               |         |         |         |